# 반송파 감지 다중 접속 및 충돌 회피
반송파 감지 다중 접속 및 충돌 회피(Carrier-sense multiple access with collision avoidance, CSMA/CA)는 컴퓨터 망에서 링크 계층의 다중 접근 방식으로, 반송파 감지를 사용한다. CSMA/CA 방식에서는 노드가 채널에 트래픽이 없다고 감지된 후에만 전송을 시작하여 충돌을 피하려고 시도한다. 일단 전송을 시작하면 노드는 프레임을 전부 전송한다.
이 기술은 주로 무선 네트워크에서 사용되는데, 무선 송신기가 패킷 전송 중에 수신기를 감지하지 못하게 (끄게) 하기 때문에 충돌 감지 방식인 CSMA/CD가 불가능하기 때문이다.
CSMA/CA는 히든 노드 문제로 인해 신뢰성이 떨어진다.

CSMA/CA의 간략화된 알고리즘

## 세부 사항
충돌 회피는 CSMA 방법의 성능을 향상시키기 위해 충돌 도메인 내의 모든 전송 노드에 채널을 다소 균등하게 분할하려고 시도하는 데 사용된다.
1. 반송파 감지: 전송하기 전에 노드는 먼저 공유 매체(예: 무선 네트워크에서 무선 신호 감지)를 청취하여 다른 노드가 전송 중인지 여부를 결정한다. 히든 노드 문제는 이 단계에서 감지되지 않은 채 다른 노드가 전송 중일 수 있다는 것을 의미한다.
2. 충돌 회피: 다른 노드가 감지되면, 해당 노드가 전송을 멈출 때까지 일정 시간(일반적으로 무작위)을 기다린 다음, 다시 자유 통신 채널을 감지한다.

- 전송 요청/전송 허가 (RTS/CTS)는 이 시점에서 공유 매체에 대한 접근을 중재하기 위해 선택적으로 사용될 수 있다. 이는 숨겨진 노드의 문제를 완화하는 데 도움이 되는데, 예를 들어 무선 네트워크에서 액세스 포인트는 한 번에 하나의 노드에만 전송 허가(CTS)를 발급하기 때문이다. 그러나 무선 802.11 구현은 일반적으로 모든 전송에 대해 RTS/CTS를 구현하지 않는다. 완전히 꺼두거나, 적어도 작은 패킷에는 사용하지 않을 수 있다(RTS, CTS 및 전송의 오버헤드가 작은 데이터 전송에는 너무 크다).
- 전송: 매체가 비어 있다고 확인되었거나 노드가 전송할 수 있음을 명시적으로 나타내는 CTS를 수신하면, 프레임을 전체로 전송한다. CSMA/CD와 달리, 무선 노드가 전송과 동시에 수신하는 것은 매우 어렵다(자신의 전송이 수신 시도를 압도할 것이다). 무선 예시를 계속하면, 노드는 액세스 포인트로부터 패킷이 수신되었고 체크섬이 올바른지 확인하는 확인 패킷의 수신을 기다린다. 만약 이러한 확인이 제때 도착하지 않으면, 패킷이 다른 전송과 충돌했다고 가정하여 노드는 재전송을 시도하기 전에 이진 지수적 후퇴 기간에 들어간다.

CSMA/CA는 다양한 유선 통신 시스템에서 사용되어 왔지만, 여러 스테이션이 액세스 포인트는 볼 수 있지만 서로를 볼 수 없는 일반적인 문제 때문에 무선 LAN에서 특히 유용하다. 이는 전송 전력, 수신 감도, AP와의 거리 및 위치 차이 때문이다. 이로 인해 스테이션이 다른 스테이션의 방송을 '들을' 수 없게 된다. 이를 이른바 '히든 노드' 또는 '숨겨진 스테이션' 문제라고 한다. 802.11 기반 표준을 사용하는 장치는 충돌 회피(RTS/CTS 핸드셰이크, 또한 점 조정 기능)의 이점을 누릴 수 있지만, 기본적으로 그렇게 하지 않는다. 기본적으로는 스테이션이 전송하기 전에 다른 스테이션의 방송을 '청취'하려고 시도하는 지수적 후퇴(또는 분산 조정 기능)라고 불리는 반송파 감지 메커니즘을 사용한다. CA 또는 PCF는 AP(또는 애드혹 네트워크의 경우 '수신기')가 요청한 후 특정 시간 동안 스테이션에게 전송할 배타적 권한을 부여하는 것에 의존한다(전송 요청/전송 허가).
CSMA-CA는 호환되지 않는 표준과 중첩되는 전송 주파수가 사용될 때에도 채널이 '유휴' 상태인지 여부를 결정해야 한다. 표준에 따르면, 동일 채널에서 802.11/Wi-Fi 송신기는 잡음 플로어보다 3dB 이상으로 서로를 감지할 수 있다면 (20MHz 채널의 열 잡음 플로어는 약 -101dBm이다) 순서를 지켜 전송해야 한다. 반면에, 송신기는 비호환 표준 또는 중첩 채널의 송신기를 무시한다. 이들로부터 수신된 신호 강도가 Pth 임계값(비와이파이 6 시스템의 경우 -76dBm에서 -80dBm 사이) 미만인 경우이다.

## IEEE 802.11 RTS/CTS 교환
CSMA/CA는 선택적으로 송신기 S가 보낸 전송 요청 (RTS) 패킷과 의도된 수신기 R이 보낸 전송 허가 (CTS) 패킷의 교환으로 보완될 수 있다. 이로써 송신기, 수신기 또는 둘 다의 범위 내에 있는 모든 노드에게 주요 전송 시간 동안 전송하지 않도록 경고한다. 이를 IEEE 802.11 RTS/CTS 교환이라고 한다. RTS/CTS 구현은 무선 네트워킹에서 자주 발견되는 히든 노드 문제를 부분적으로 해결하는 데 도움이 된다.

## 성능
CSMA/CA 성능은 노드 간 데이터를 전송하는 데 사용되는 변조 기술에 크게 좌우된다. 연구에 따르면, 이상적인 전파 조건(시뮬레이션)에서 직접 시퀀스 확산 스펙트럼 (DSSS)은 CSMA/CA 및 IEEE 802.11 RTS/CTS 교환과 함께 가벼운 네트워크 부하 조건에서 사용될 때 네트워크의 모든 노드에 대해 가장 높은 처리량을 제공한다. 주파수 도약 확산 스펙트럼 (FHSS)은 네트워크 부하가 상당히 커질 때 더 큰 처리량을 보이며 DSSS에 뒤처진다. 그러나 무선 전파 요인으로 인해 실제 조건에서는 처리량이 일반적으로 동일하다.

## 사용법
- GNET – 초기 독점 LAN 프로토콜
- 애플의 로컬토크는 3바이트 재밍 신호를 사용하여 전기 버스에서 CSMA/CA를 구현했다.
- IEEE 802.11 RTS/CTS는 WLAN을 위한 짧은 전송 요청 및 전송 허가 메시지를 사용하여 가상 반송파 감지를 구현한다. (802.11은 주로 물리적 반송파 감지에 의존한다).
- IEEE 802.15.4 (무선 PAN)는 CSMA/CA를 사용한다.
- NCR 웨이브랜 – 초기 독점 무선 네트워크 프로토콜
- 홈PNA
- ITU-T G.hn 표준은 기존 가정 배선(전력선, 전화선 및 동축 케이블)을 사용하여 고속(최대 1기가비트/초) 근거리 통신망을 생성하는 방법을 제공하며, 서비스 품질 보장이 필요하지 않은 흐름에 대해 CSMA/CA를 채널 접근 방식으로 사용한다. 특히 CSMA/CARP 변형을 사용한다.

## 같이 보기
- 반송파 감지 다중 접속
- 반송파 감지 다중 접속 및 충돌 탐지
- IEEE 802.11 RTS/CTS
- 네트워크 할당 벡터